# M4 (Metro Istanbul)

Einbettung der U-Bahn-Linie M4 (Pink) in das Istanbuler Verkehrsnetz

Die Linie M4 (nicht zu verwechseln mit der Stadtbahnlinie T4 oder „Hafif Metro“, die auf der europäischen Seite der Stadt liegt) ist eine U-Bahn-Linie der Metro Istanbul auf der asiatischen Seite Istanbuls. Die Linie wird von der öffentlichen Nahverkehrsgesellschaft İstanbul Ulaşım betrieben und wurde am 17. August 2012 eröffnet. Die Planungen gehen bis ins Jahr 2005 zurück, seit 2010 wurde gebaut.

## Bedeutung
Die Linie M4 hat eine wichtige Bedeutung für den Pendlerverkehr von der asiatischen Seite der Stadt nach Europa, wo sich die meisten Firmen und Arbeitsplätze befinden. Die Linie endet am Fährhafen Kadıköy. Seit der Fertigstellung des Marmaray-S-Bahn-Tunnels unter dem Bosporus am 29. Oktober 2013 bietet die Station İbrahimağa/Ayrılıkçeşme eine Umsteigemöglichkeit zum Marmaray-Netz, um nach Europa zu pendeln. Zudem gibt es an der Station Ünalan eine Umsteigemöglichkeit zum Metrobüs, der auch Asien mit Europa verbindet.

## Verlauf und Betrieb
Die Strecke, die 16 Stationen umfasst, verläuft vollkommen unterirdisch in südöstlicher Richtung, entlang der dicht besiedelten Gebiete unter der D-100 Schnellstraße. An der Endstation Kadıköy besteht eine Umsteigemöglichkeit zur Straßenbahnlinie T3. In Ayrılıkçeşme kann man fußläufig die S-Bahn-Station İbrahimağa erreichen.
Die Züge fahren anfangs noch in einem 150-Sekunden-Intervall, der später in einen 90-Sekunden-Takt umgewandelt werden wird.
Der längste Abstand zwischen zwei Stationen besteht mit 2,3 km zwischen Bostancı und Küçükyalı. Der zwischen den Bahnhöfen Maltepe und Huzurevi mit nur 800 Metern der kürzeste.

## Stationsplan

Stationsplan der Metrolinie M4

Die Linienkennfarbe der M4 auf den Netzplänen der Nahverkehrsgesellschaft Istanbul Ulasim ist Pink.

## Aus- und Weiterbau
Auch wenn noch kein genaues Datum feststeht, ist fest geplant, dass die Strecke mittelfristig im Südosten um drei Stationen zunächst nach Pendik und in einem weiteren Schritt über Kaynarca bis Tersane verlängert wird. Bis 2025 soll von der S-Bahn-Station Pendik (Marmaray) aus die neue Metrolinie M10 bis zum Flughafen Sabiha Gökçen gebaut sein, die die M4 an der Station Kaynarca-Merkezı kreuzen wird. Damit wäre der Flughafen direkt an das U-Bahn- und das transkontinentale Schnellbahnsystem angeschlossen und Flugreisende des Flughafens Sabiha Gökcen könnten auf die europäische Seite der Stadt gelangen, ohne Streckenabschnitte mit dem Bus zurücklegen zu müssen.

## Galerie

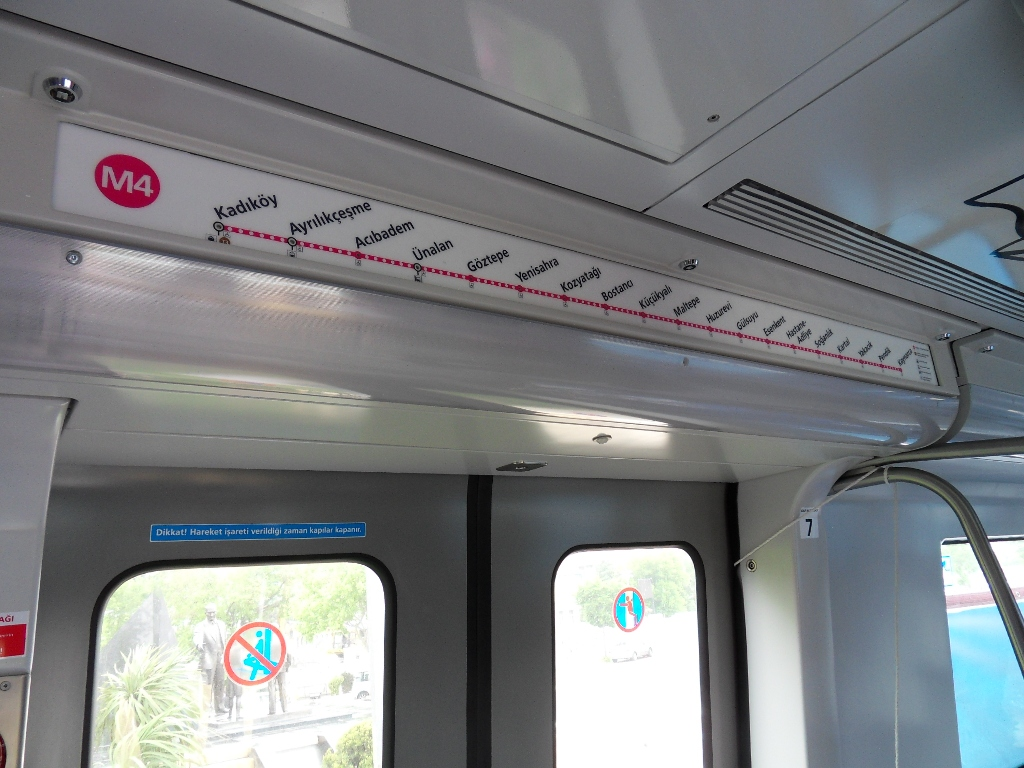
M4 Linienverlaufsplan
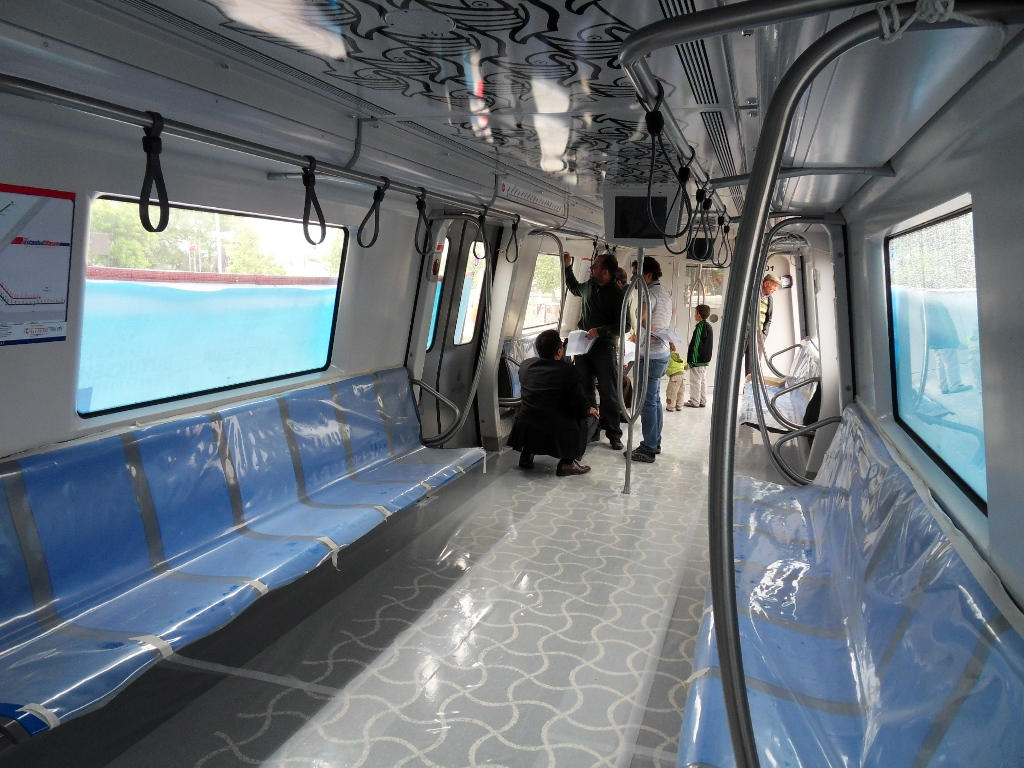
Das Wageninnere eines M4-Zuge
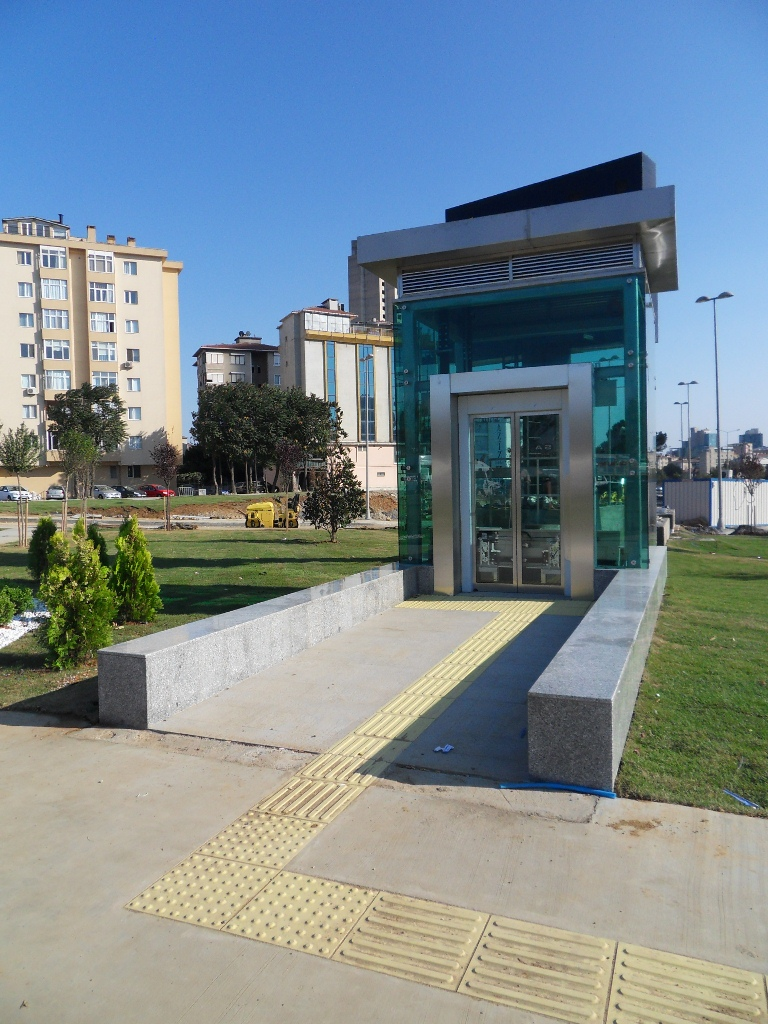
Aufzug an der Station Kozyatağı
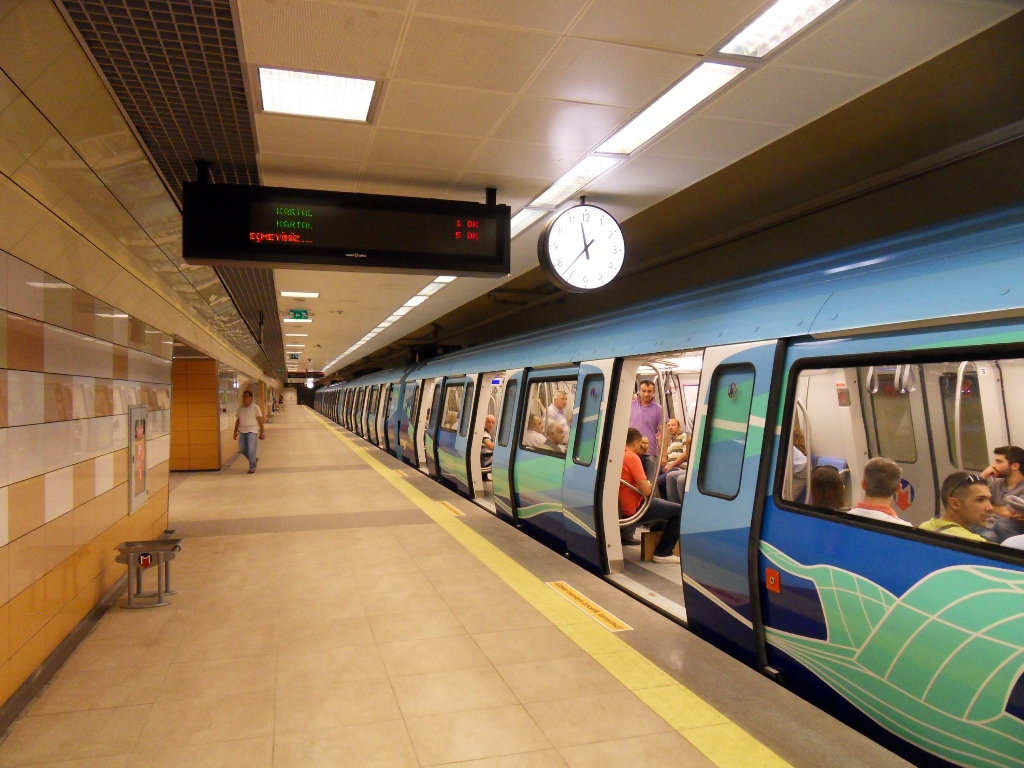
Die Station Yenisahra
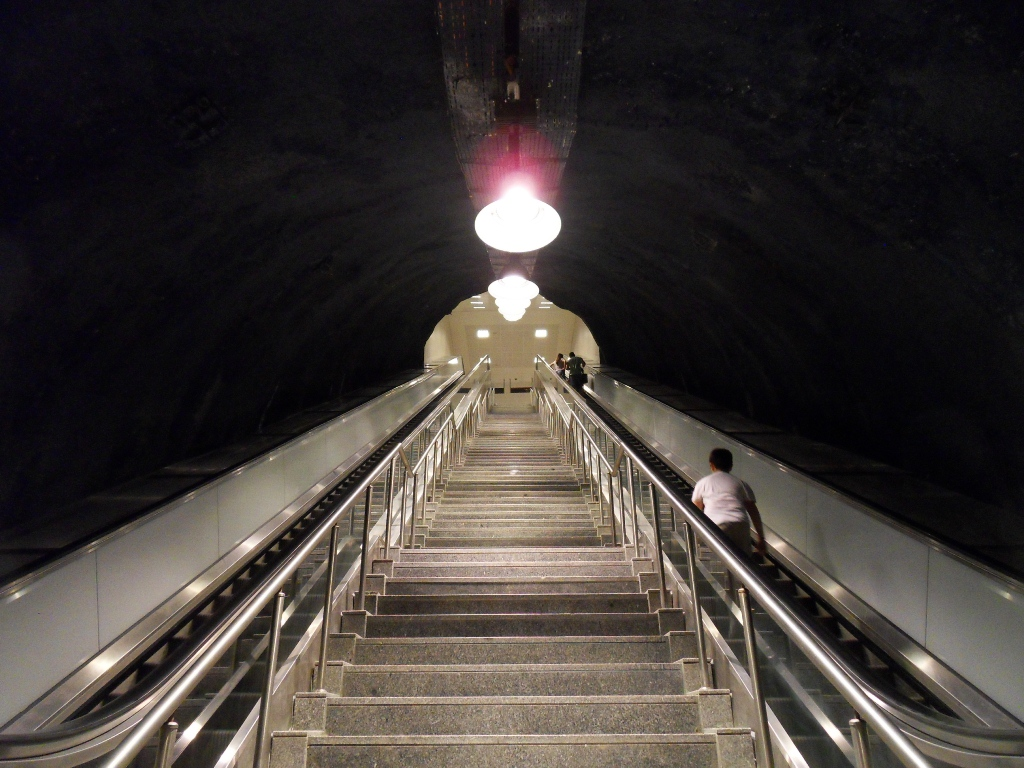
Die Station Ünalan in schwarzer Leitfarbe
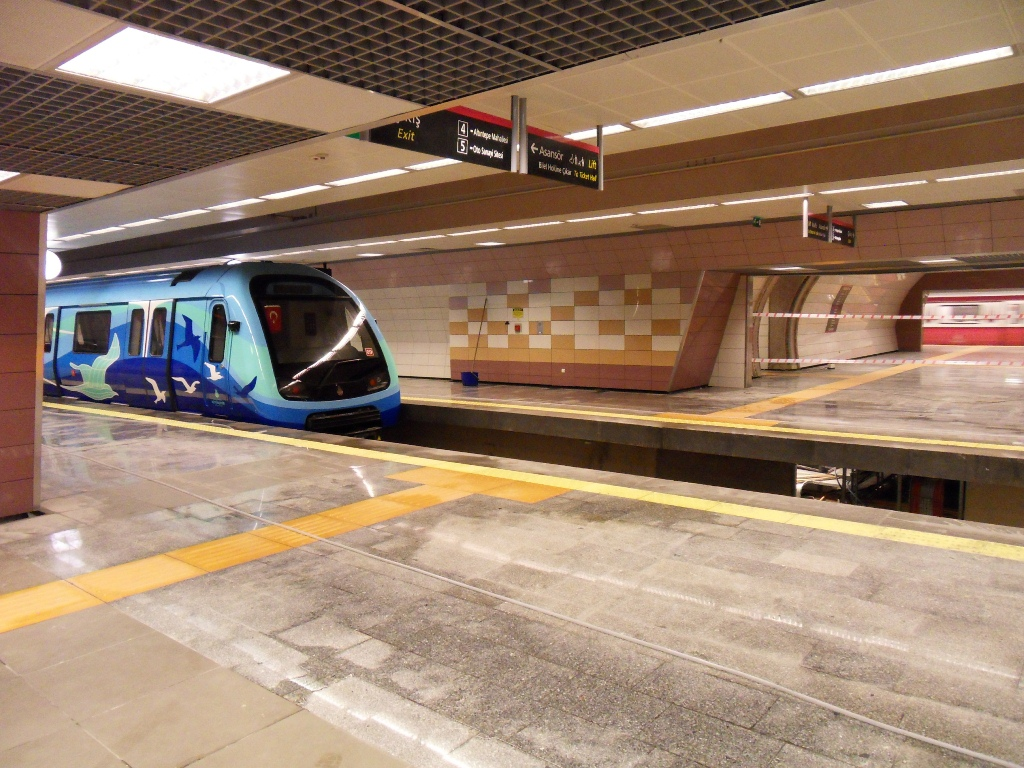
Die dreigleisige Station Bostancı
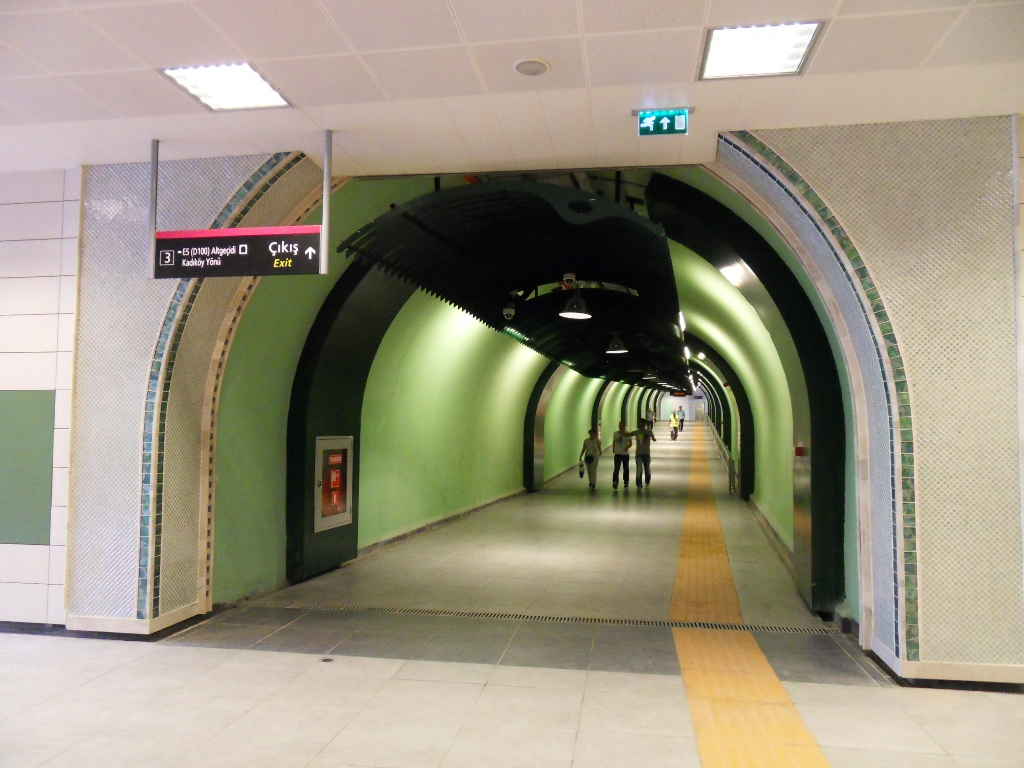
Eine Unterführung in der Station Bostancı